# Nodens

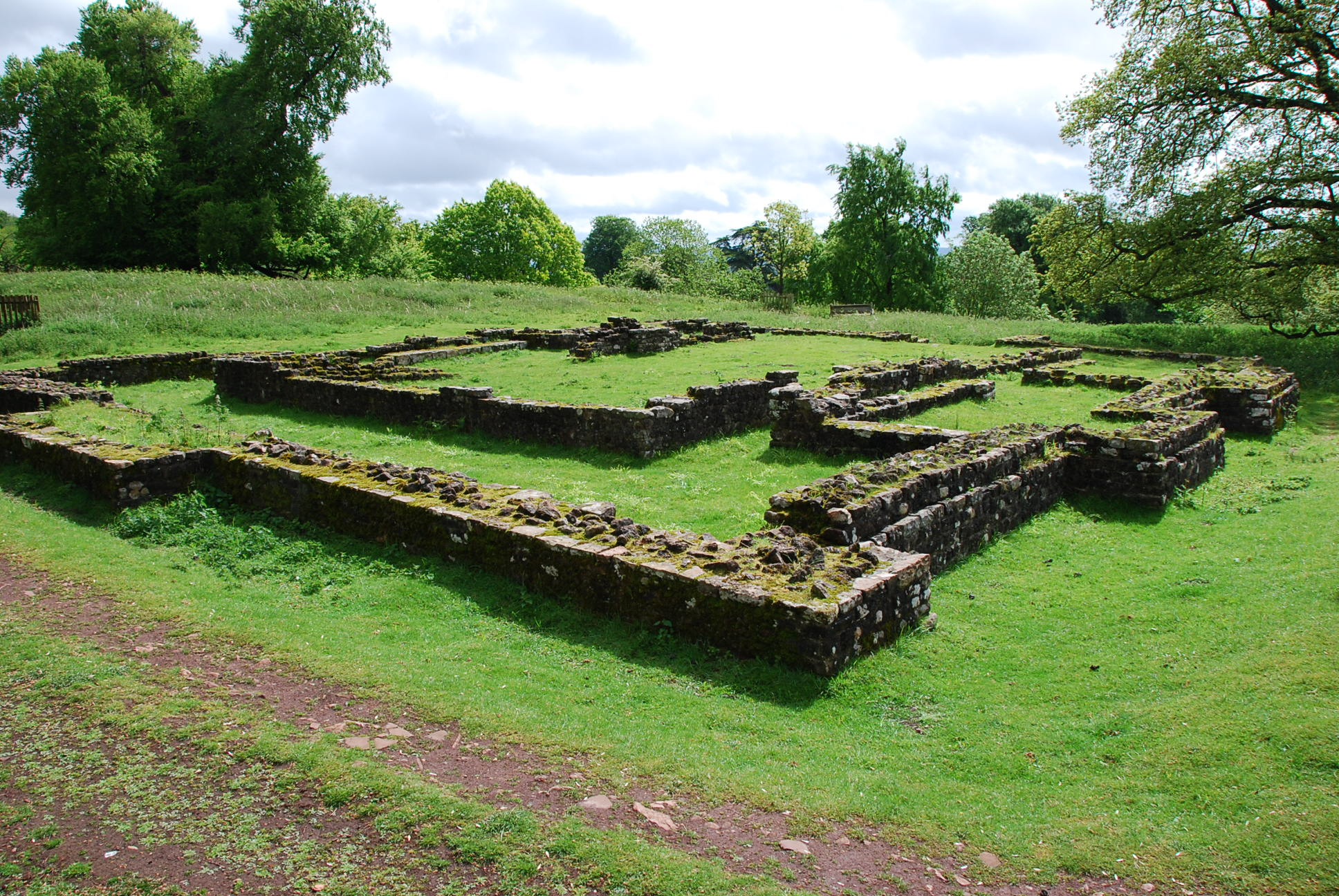
Nodensova svatyně v Lydney

Nodens, někdy též Nodons nebo Nudens (v českém překladu „rybář“ nebo „ten, kdo dělá mračna“), byl Bůh anglických, waleských a irských ostrovních Keltů. Uctíván byl i v předřímské době železné. Byl spojován s léčitelstvím, mořem, lovem a loveckými psy.

## Nodensova svatyně v Lydney Parku
V malém městečku Lydney v Gloucestershire byla archeology objevena Nodensova svatyně z počátku druhé poloviny 4. století. Ta byla postavena Římany, kteří Nodense ztotožnili především s bohy Apollónem, Martem a Silvanem. Mezi archeologickými nálezy ze svatyně se často objevují figurky psů a vodních Bohů. Nalezeno bylo i zobrazení rybáře, chytajícího lososa. Na vykopávkách se podílel i John Ronald Reuel Tolkien.